# Siège de Mirandola (1321)
Pour les articles homonymes, voir Siège de Mirandola.
Guerres entre guelfes et gibelins
Batailles
1150 – 1200
- Vernavola (1154)
- Spolète (1155)
- Tortone (1155)
- Milan (1158)
- Siziano (1159)
- Crema (1159)
- Carcano (1160)
- Milan (1162)
- Prataporci (1167)
- Alexandrie (1174-1175)
- Legnano (1176)

1201 – 1250
- Calcinato (1201)
- Casei Gerola (1213)
- Cortenuova (1237)
- Brescia (1238)
- Faenza (1239)
- Giglio (1241)
- Viterbe (1243)
- Parme (1248)
- Fossalta (1249)
- Cingoli (1250)

1251 – 1300
- Bataille de Montebruno (1255)
- Cassano (1259)
- Montaperti (1260)
- Bénévent (1266)
- Tagliacozzo (1268)
- Colle (1269)
- Roccavione (1275)
- Desio (1277)
- Forlì (1282)
- Pieve al Toppo (1288)
- Campaldino (1289)

1301 – 1350
- Pavie (1302)
- La Lastra (1304)
- Milan (1311)
- Soncino (1312)
- Gaggiano (1313)
- Rho (1313)
- Ponte San Pietro (1313)
- Scrivia (1315)
- Montecatini (1315)
- Pavie (1315)
- Sestri (1318)
- Bardi (1321)
- Mirandola (1321)
- Gorgonzola (1323)
- Vaprio d'Adda (1324)
- Altopascio (1324)
- Zappolino (1325)
- San Felice (1332)
- San Quirico (1341)
- Gamenario (1345)

1351 – 1402
- Mirandola (1355)
- Casorate (1356)
- Solara (1356)
- Alexandrie (1391)
- Casalecchio (1402)

Le Siège de Mirandola (aussi connue sous le nom de siège du duc Passerino) est un siège survenue à Mirandola en 1321 impliquant Francesco I Pico, premier seigneur de Mirandola, contre Rinaldo dei Bonacolsi, mieux connu sous le nom de duc Passerino (en dialecte mirandolais (it) : al duca Pasarèn), seigneur de Mantoue. Elle s'inscrit dans le cadre plus général de la guerre entre guelfes et gibelins.

## Contexte historique
En août 1311, Francesco I Pico obtient de l'empereur Henri VII de Luxembourg, lors de sa descente en Italie, l'investiture en tant que vicaire impérial de Mirandola. Cependant, Francesco I est capturé par les guelfes bolognais à Baggiovara le 8 juillet 1312. En conséquence, la faction des Grasulfi offre la seigneurie à Rinaldo dei Bonacolsi en octobre de la même année.
Libéré après 9 mois de captivité et après être passé par Pise et Vérone, en juin 1317, Francesco I Pico retourne à Modène et, après avoir neutralisé le podestat Federico della Scala, organise avec succès au début de 1318 une révolte contre le duc Passerino, récupérant ainsi la seigneurie sur Modène.
Entre fin novembre et début décembre 1319, Francesco I Pico envoie une expédition militaire pour aider les Carpiens qui se sont rebellés contre Manfredo I Pio, allié avec les Bonacolsi; mais étant vaincu, il doit à nouveau céder le 1er décembre 1319 la seigneurie de Modène à ce dernier et conclure une trêve.

## Le siège

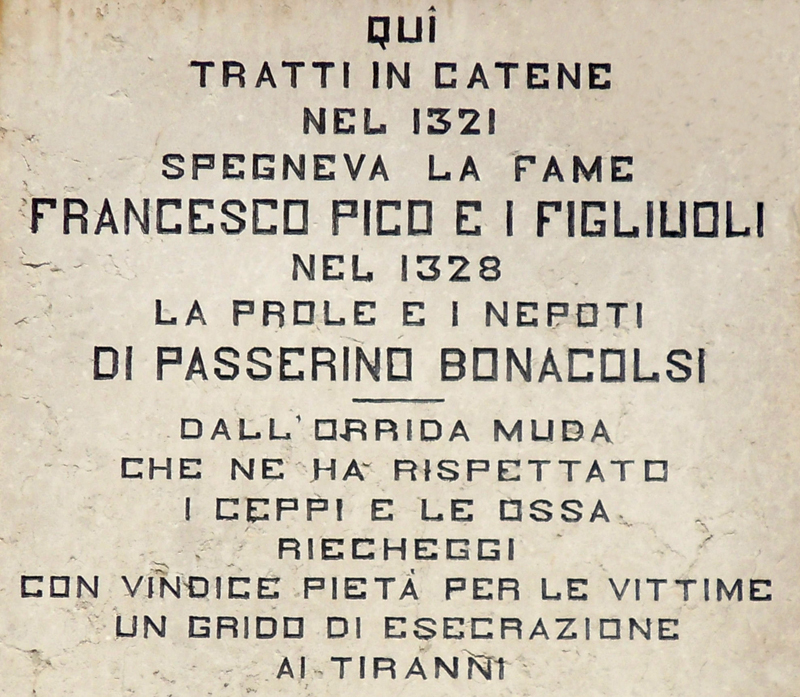
Gravure sur pierre au château de Castel d'Ario.

Peu de temps après, le duc Passerino décide de ne pas respecter les accords conclus (certis pactis in brevi male servatis) et le vendredi 27 novembre 1321, il fait arrêter Francesco I Pico et ses fils Tommasino et Prendiparte, ainsi que Zaccaria Tosabecchi et ses frère et fils. Le mercredi suivant, les Pico sont emprisonnés dans les cachots du château de Castel d'Ario, où ils sont condamnés à mourir de faim après s'être mutuellement dévorés, comme dans le sombre récit du comte Ugolino della Gherardesca décrit par Dante Alighieri dans la Divine Comédie, un événement survenu 33 ans auparavant.
Le siège du duc Passarino au château des Pico commence le samedi 28 novembre 1321 et dure un peu plus d'un mois.
Finalement, le 31 décembre 1321, le château est pris d'assaut et ensuite réduit en ruines. Le fossé (vallum) est nivelé.
Le siège est décrit, bien que avec des erreurs et des dates incorrectes, par un chroniqueur anonyme :

« Ni cette cruauté ne rassasia l'âme du tyran, [Rinaldo dei Bonacolsi] campa devant Mirandola avec l'intention de lever, par sa destruction, le doute de perdre une fois de plus Modène, pour la défense de laquelle se trouvaient Capin Pico et Giovanni Pico, qui s'y étaient retranchés avec des remparts et de bonnes contre-fossés uniquement pour se protéger et trouver un accord avec Passerino, ce qu'ils firent après quelques jours, en lui cédant Mirandola sans résistance, et cela le dernier jour d'octobre 1331 [à lire : 1321], tous les seigneurs Pico quittant cet endroit avec beaucoup de douleur d'avoir vu avant leur départ des ravageurs venant de Mantoue et miner les murs de leur patrie ; ainsi Mirandola fut détruite pour la deuxième fois. »

## Issue des combats et conséquences
En 1328, Niccolò Pico (it), allié des Gonzague et des Della Scala qui avaient conquis Mantoue, parvient à venger son père : il enferme dans la même tour les fils et les neveux du duc Passerino, les laissant également mourir de faim.
Mirandola, qui depuis le 16 août 1328 était devenue le domaine des Gonzague aux côtés de Mantoue, fut néanmoins restituée à la famille Pico par l'empereur Charles IV de Luxembourg seulement le 23 décembre 1354, lorsque Francesco II Pico fut nommé seigneur de la ville.